# Мороз Валентин Якович
Валенти́н Я́кович Моро́з (15 квітня 1936, с. Холонів, Волинське воєводство, Польська республіка, нині Луцький район, Волинська область, Україна — 16 квітня 2019, Львів, Україна) — український історик, політв'язень, один із найбільш радикальних представників дисидентського руху в УРСР, автор понад 100 наукових праць. Доктор Гуманітарних Наук (Honoris Causa) Державного Коледжу Джерсі. Член Об'єднання українських письменників «Слово». Почесний громадянин Волині (2017).

## Життєпис
Народився 15 квітня 1936 року в селі Холонів Горохівського повіту Волинського воєводства Польщі (нині Горохівська міська територіальна громада Луцького району Волинської області України) у селянській родині.
Після закінчення школи вступив на історичний факультет Львівського Університету, потім на заочну аспірантуру (на очну не прийняли через незадовільну оцінку з історії КПРС). Працював завучем та вчителем сільської школи, а з 1964 — викладачем Луцького педагогічного інституту, потім — Івано-Франківського педагогічного інституту. У Луцьку Валентин Мороз писав кандидатську дисертацію, в якій досліджував луцький процес 1934 року над членами КПЗУ, яку не встигає дописати через арешт. 
Під час навчання зійшовся з українським колом дисидентів, зокрема, з Михайлом Горинем, почав поширювати самвидав – статті Михайла Грушевського, документи Центральної Ради, памфлет Євгена Сверстюка «Із приводу процесу над Погружальським».

## Перший арешт
Заарештований у вересні 1965, засуджений за ст. 62 КК УРСР (антирадянська агітація і пропаганда) до 4 років таборів. Покарання відбував в таборі ЖХ-385-17-А в Мордовії, звідки в самвидав виходить його «Репортаж із заповідника імені Берії».
Мороз вважав шістдесяті роки першою хвилею українського відродження після довгої зими сталінізму, так би мовити, революцією поетів. І головними фігурами цього відродження називав Івана Дзюбу, Євгена Сверстюка, Аллу Горську. Ця перша хвиля дала продукцію у вигляді самвидаву. І увінчалася вона цілим меморандумом покоління — книгою Івана Дзюби «Інтернаціоналізм чи русифікація?»
Після звільнення в 1969 пише статті «Серед снігів», «Хроніка опору», «Мойсей і Датан», які з'явилися в самвидаві і які було сприйнято українською інтелігенцією неоднозначно (зокрема, його різкий осуд зречення Івана Дзюби, а також міркування про національну ідентичність).

## Другий арешт
1 червня 1970 року Валентина Мороза знову заарештували. Причиною повторного арешту, очевидно, було те, що Валентин Мороз на той час, за спостереженням дисидента Василя Овсієнка, став «найвизначнішим представником інтегрального націоналізму… з його філософським волюнтаризмом, відстоюванням чистоти національного ідеалу будь-якою ціною, культом сильної особистості та пасіонарністю»
Новий арешт Мороза, особливо ж закритий судовий процес над ним з порушеннями законів, а також жорстокий вирок 14 років за тією ж статтею 62, ч. 2 КК УРСР викликали гостру негативну реакцію не лише в Україні, а й за її межами. Вище згадані статті було інкриміновано Морозові як антирадянські. Слід зазначити, що 1969 КДБ припинив слідство щодо «Репортажу з заповідника імені Берії», а тепер за цю працю його було звинувачено.
На захист Валентина Мороза виступили Іван Дзюба, В'ячеслав Чорновіл, Іван Світличний, Зиновія Франко, Євген Сверстюк, написавши колективного листа до Олеся Гончара, голови Спілки письменників України на той час. До Гончара написав листа й Михайло Осадчий. Василь Стус написав листа до КДБ, де зазначив: «Вважаю, що вимагати припинення слідства над Валентином Морозом — справа честі кожної радянської людини, якій дороге добре ймення свого суспільства, краю, землі. І я прошу Вас — зробіть усе для того, щоб можлива судова розправа над Валентином Морозом не стала новою ганьбою для кожного з нас.». Також на захист Валентина Мороза виступили українські дисиденти та політв'язні Ірина Стасів, Ігор Калинець, Марія Качмар-Савка, Л. Шереметьєва, С. Гулик, Ніна Строката, Олена Антонів, Ярослав Кендзьор, Юрій Шухевич.
Коли 17 листопада 1970 в Івано-Франківську розпочався суд, виявилося, що він закритий, бо в залі засідань були лише учасники процесу. Мороз заявив протест проти незаконного закритого суду і відмовився у зв'язку з цим брати в ньому участь, відповідати на будь-які запитання і давати будь-які пояснення. Свідки В'ячеслав Чорновіл, Іван Дзюба, Борис Антоненко-Давидович теж відмовилися свідчити в незаконному суді, заявивши, що вони могли б дати суттєві покази у справі, бо їхні свідчення в попередньому розслідуванні виявилися спотвореними. Навіть на оголошення вироку не були допущені близькі та друзі Мороза. Термін покарання, визначений судом, — 6 років спецтюрми, 3 роки таборів особливо суворого режиму і 5 років заслання з визнанням особливо небезпечним рецидивістом. Українська інтелігенція дуже різко відреагувала на беззаконня й жорстокість суду — було понад 40 протестів до Верховного Суду УРСР, у США й Канаді відбулися демонстрації протесту біля радянських посольств і консульств.
Мороз відбував тюремне ув'язнення у Володимирській в'язниці, його утримували в камері з кримінальними в'язнями, які знущалися з нього, а один так порізав Морозові живіт загостреною ложкою, через що його взяли в лікарню й наклали йому шви. Після цього на прохання Мороза та його дружини його помістили в одиночну камеру, де він пробув майже 2 роки. 1 липня 1974 Мороз розпочав безтермінове голодування, домагаючись переведення з в'язниці в табір. Попри могутню хвилю протестів і заяв на підтримку Мороза як в СРСР, так і за кордоном, представник КДБ сказав дружині Мороза, що він залишиться у в'язниці на весь термін.
22 листопада 1974 Мороз припинив голодування й повідомив дружині, що його перевели з одиночки та що його співкамерник — інтелігентна людина.
Після закінчення тюремного терміну Мороза відправили в табір особливо суворого режиму в Мордовію, де він брав участь у голодуваннях і заявах протесту в річниці початку репресій в Україні тощо. Украй нетерпимі світоглядні засади та поведінка деяких в'язнів, у тому числі й Мороза, призвели до створення в 1977 на Мордовському таборі (ст. Потьма, пос. Сосновка) на громадських засадах комітету з трьох осіб — священик В. Романюк, Е. Кузнєцов і Д. Шумук. До завдань комітету входило сприяти поліпшенню дружнього клімату між політв'язнями, інтернаціонального єднання, взаємної поваги та визнання гуманітарних прав особи між в'язнями всіх ідеологічних спрямувань, засуджених за свої політичні переконання. Комітет також був покликаний засудити антисемітизм деяких політв'язнів[джерело?].

## Звільнення і перебування за кордоном
Нарешті після 5-місячного голодування в 1979, під тиском світової громадськості, влада змушена була обміняти Мороза та ще чотирьох дисидентів на двох радянських агентів КДБ.
У ніч із 27 на 28 квітня 1979 у Нью-Йоркському аеропорту ім. Кеннеді представники радянських властей обміняли п'ятьох політв'язнів — О. Гінзбурга, Г. Вінса, В. Мороза, М. Димшиця та Е. Кузнецова — на радянських громадян Черняєва та Енгера, колишніх службовців ООН, засуджених у США на великі терміни за звинуваченням у шпигунстві. Жоден з обміняних не знав про це, згоди ні в кого не питали — акцію було оформлено як позбавлення громадянства з подальшим видворенням із країни.
В одному з інтерв'ю Валентин Мороз сказав: «Моїм рятівником був Збігнєв Бжезінський. Він народився на заході України, і безкомпромісно наполягав, що серед обмінюваних в'язнів українець мусить бути. Півроку Союз торгувався. Бо українця — націоналіста й політика — ніяк не хотіли випускати на Захід. Коли я з Бжезінським після свого визволення зустрівся — півгодини офіційно поговорили у Вашингтоні — навіть пляшки йому не поставив. Не та обстановка, не було як її пропонувати другій людині Америки.»
1 червня 1979 в Мороза закінчувалася тюремно-табірна частина покарання, йому належалося ще 5 років заслання.
За кордоном Мороза зустрічали як героя[джерело?], але його ексцентрична поведінка  відштовхнула від нього західну громадськість. Спочатку він оселився в Америці, згодом — у Канаді. Викладав у Гарвардському університеті (1979—1980), видавав журнал «Анабазис» (1980—1991), вів щотижневу радіопрограму в Торонто (1986—1991). Також намагався створити юнацьку організацію Лицарі Святослава.
Із плином часу, принаймні, судячи з інтерв'ю Мороза 1991 року, він став м'якшим і терпимішим[джерело?].
Приїздив на батьківщину з лекціями «Україна XX століття».

## Повернення в Україну
Валентин Мороз повернувся в Україну, як тільки почалися припинення ув'язнень дисидентів і відбулися перші альтернативні вибори до Верховної Ради УРСР — у квітні 1990 року. Провів цикл лекцій, у яких унаочнив зовні непомітні вузли фальсифікації української історії російськими істориками. Своєрідно, із притаманним йому прямолінійним сарказмом він коментував своє повернення в інтерв'ю журналові «Галицькі контракти»: «Переїхав у Канаду, перечекав там дощ та й повернувся. Діаспора й досі вважає, що я дурний, бо ж я поїхав в Україну: на мізерну платню, на небезпеку. Та звідси я втікати не збираюся».
З 1997 року постійно жив у Львові, викладав у Львівському державному університеті фізичної культури.
Вважається ідеологічним авторитетом для членів Соціал-Національної Асамблеї, у виданнях якої видавав свої книги з питань націоналізму.

## Робота на радіо
Вів передачу «Історичний календар» на радіо у Львові.

## Смерть

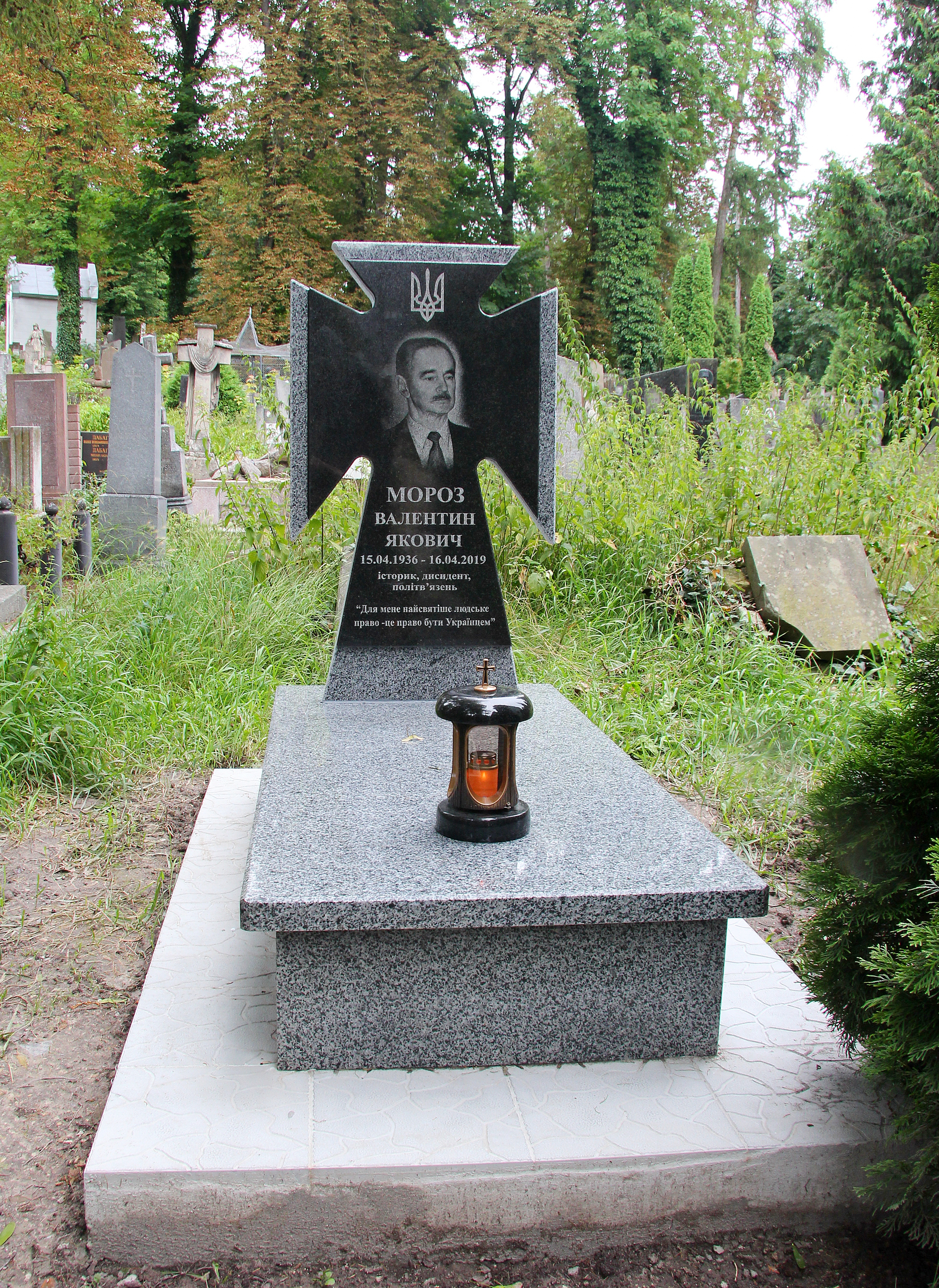
Могила Валентина Мороза на 5 полі Личаківського цвинтаря

Помер у Львові 16 квітня 2019, відразу після свого 83-го дня народження. Був похований 20 квітня на 5 полі Личаківського цвинтаря.

## Родина
Дружина — Раїса Мороз (нар. 1937), побралися в червні 1958, розлучилися влітку 1981 року в США.
- Син Валентин (нар. 1962), 1979 року з матір'ю, слідом за батьком, виїхав до США.[17]

## Основні публікації
- Репортаж із заповідника імени Берії [Архівовано 4 грудня 2021 у Wayback Machine.]. Мюнхен: Сучасність, 1968. 47 с. (Суспільно-політична бібліотека, ч. 3(22); Документи ч. 3)
- Есеї, листи й документи (1975)
- Тверді мелодії [Архівовано 4 лютого 2019 у Wayback Machine.] (1980)
- Лекції з історії України [Архівовано 4 березня 2016 у Wayback Machine.] (1982)
- Бумеранґ[недоступне посилання з липня 2019]
- Мойсей і Датан [Архівовано 4 березня 2016 у Wayback Machine.] (есе) (1978)[18]
- Серед снігів [Архівовано 4 лютого 2019 у Wayback Machine.] (есе) (1971)
- Хроніка опору[недоступне посилання з липня 2019] (есе) (1970)
- У пошуках українського Піночета (1999)
- Націоналізм XX століття (1997)
- В. Радіостанція ОУН-УПА ,,Вільна Україна" (кодова назва ,,Афродита") (1998)
- Галицький газават 1919-го (2000)
- Молодь і процес сучасного українського державотворення (2002)
- В. Історія спорту та історія війська в українській традиції — паралелі і взаємозалежності (2003)
- Україна у ХХ столітті. Етап перший 1900—1920 рр. (2005)
- «Наркоманія» втраченої державності (2008)
- Українізація (2008)
- Україна у ХХ столітті: політичні партії в Західній Україні у 1919—1929 рр. (2009)
- Сталін і колективізація (2010)
- Створення організації українських націоналістів (2010)
- Пацифікація в Галичині: Україна в ХХ ст. (2011)
- Україна у двадцятому столітті. Книга друга 1920—1953 рр. (2012)
- Карпатська симфонія (2012)
- Процеси ОУН у Львові та Варшаві (2012)
- Українська Повстанська Армія (2012)
- Голодомор 1932–1933-го (2012)

## Про Валентина Мороза
Тернова Г. Видатний волинянин — почесний. Газ. Волинські новини, 5 жовтня 2017 р., с. 19.